# Algebra mostro di Lie
In matematica, l'algebra mostro di Lie è un'algebra di Kac–Moody generalizzata a dimensione infinita su cui agisce il gruppo mostro, che è stata utilizzata per dimostrare le congetture del monstrous moonshine.

## Struttura
L'algebra mostro di Lie m è un'algebra di Lie Z2-graduata. Il pezzo di grado (m, n) ha dimensione cmn se (m, n) ≠ (0, 0) e dimensione 2 se (m, n) = (0, 0). Gli interi cn sono i coefficienti di qn dell'invariante j come funzione modulare ellittica
{\displaystyle j(q)-744={\frac {1}{q}}+196884q+21493760q^{2}+\cdots .}
La sottoalgebra di Cartan è il sottospazio bidimensionale di grado (0, 0), quindi l'algebra mostro di Lie ha rango 2.
L'algebra mostro di Lie ha una sola radice reale semplice, data dal vettore (1, −1), e il gruppo di Weyl ha ordine 2, e agisce trasformando (m, n) in (n, m). Le radici semplici immaginarie sono i vettori (1, n) per n = 1, 2, 3, ..., e hanno molteplicità cn.
La formula del denominatore per l'algebra mostro di Lie è la formula del prodotto per l'invariante j:
{\displaystyle j(p)-j(q)={\bigg (}{\frac {1}{p}}-{\frac {1}{q}}{\bigg )}\prod _{n,m=1}^{\infty }{(1-p^{n}q^{m})^{c_{nm}}}}
La formula del denominatore (a volte chiamata identità del prodotto infinito di Koike–Norton–Zagier) è stata scoperta negli anni '80. Diversi matematici, tra cui Masao Koike, Simon P. Norton e Don Zagier, fecero la scoperta in modo indipendente.

## Costruzione
Ci sono due modi per costruire l'algebra mostro di Lie. Poiché è un'algebra di Kac-Moody generalizzata di cui sono note le radici semplici, può essere definita da generatori e relazioni espliciti; tuttavia, questa presentazione non fornisce un'azione del gruppo mostro su di essa.
Può anche essere costruito dall'algebra mostro di vertici utilizzando il teorema di Goddard-Thorn della teoria delle stringhe. Questa costruzione è molto più difficile, ma dimostra anche che il gruppo mostro agisce in modo naturale su di essa.